# Facharzt für Innere Medizin
Facharzt für Innere Medizin, auch Internist/Internistin, ist in Deutschland die offizielle Bezeichnung für einen Facharzt, der sich auf die ärztliche Tätigkeit im Gebiet Innere Medizin spezialisiert hat.

## Gebietsdefinition Innere Medizin
Nach der deutschen Muster-Weiterbildungsordnung 2018 umfasst das Gebiet Innere Medizin die Vorbeugung, (Früh-)Erkennung, konservative und interventionelle Behandlung sowie Rehabilitation und Nachsorge der Gesundheitsstörungen einschließlich geriatrischer Krankheiten und Erkrankungen der Atmungsorgane, des Herzens und Kreislaufs, der Verdauungsorgane, der Nieren und ableitenden Harnwege, des Blutes und der blutbildenden Organe, des Gefäßsystems, des Stoffwechsels und der inneren Sekretion, des Immunsystems, des Stütz- und Bindegewebes, der Infektionskrankheiten und Vergiftungen sowie der soliden Tumore und der hämatologischen Neoplasien. Das Gebiet umfasst auch die Gesundheitsförderung und die Betreuung unter Berücksichtigung der somatischen, psychischen und sozialen Wechselwirkungen und die interdisziplinäre Koordination der an der gesundheitlichen Betreuung beteiligten Personen und Institutionen.

## Facharzt-Weiterbildung Innere Medizin
Um in Deutschland als Facharzt für Innere Medizin tätig werden zu können, muss nach dem Abschluss eines Medizinstudiums und erteilter Approbation als Arzt
- eine mindestens 60 Monate dauernde Weiterbildung im Gebiet Innere Medizin an zugelassenen Weiterbildungsstätten absolviert werden, davon müssen abgeleistet werden:
- 48 Monate in Innerer Medizin und Angiologie oder in mindestens zwei verschiedenen Facharztkompetenzen des Gebiets Innere Medizin,
  - davon 30 Monate in der stationären Patientenversorgung,
- 6 Monate in der Notfallaufnahme,
- 6 Monate in der Intensivmedizin.[1]

Bei der Anmeldung zur Weiterbildungsprüfung müssen der zuständigen Ärztekammer sämtliche Nachweise über die erfüllten Mindestanforderungen vorgelegt werden. Dazu gehören auch die Logbuch-Dokumentationen über alle durch die MWBO vorgegebenen Inhalte der Weiterbildung. Zur Weiterbildungsprüfung muss man darlegen, dass man über die entsprechenden Kenntnisse, Erfahrungen und Fertigkeiten im Fach verfügt.
Die Inhalte der Facharzt-Weiterbildungen im Gebiet Innere Medizin / Facharzt/Fachärztin für Innere Medizin (Internist/Internistin) sind in der Muster-Weiterbildungsordnung festgeschrieben.

## Inhalte der Weiterbildung
Zur Weiterbildungsprüfung muss dargelegt werden können, dass man Kenntnisse, Erfahrungen und Fertigkeiten unter anderem in folgenden Bereichen erlangt hat:

### Gemeinsame Inhalte der Facharzt-Weiterbildungen im Gebiet Innere Medizin
- Übergreifende Inhalte im Gebiet Innere Medizin
  - Beratung bezüglich gesundheitsfördernder Lebensführung
  - Schulung bei ernährungsbedingten Gesundheitsstörungen
  - Begutachtung der
    - Leistungsfähigkeit und Belastbarkeit
    - Arbeitsunfähigkeit und Erwerbsminderung
    - Pflegebedürftigkeit

  - Beratung und Führung Suchtkranker sowie Suchtprävention
  - Grundlagen der medikamentösen Tumortherapie
  - Basisbehandlung palliativmedizinisch zu versorgender Patienten
  - Beratung zu Patientenverfügungen und Vorsorgevollmachten einschließlich Organspende
- Fachgebundene genetische Beratung
- Notfall- und intensivmedizinische Maßnahmen im Gebiet Innere Medizin
  - Stufendiagnostik und Therapie bei akut einsetzenden Leitsymptomen, z. B. Dyspnoe, Thoraxschmerz, Bauchschmerz, passagere und persistierende Bewusstseinsstörungen, Fieber, Erbrechen, Durchfall
  - Diagnostik und Therapie akuter und vital bedrohlicher Erkrankungen und Zustände, insbesondere
    - respiratorische Insuffizienz
    - Schock
    - kardiale Insuffizienz
    - akutes Nierenversagen
    - sonstiges Ein- und Mehrorganversagen
    - Koma und Delir
    - Sepsis
    - Intoxikationen

  - Kardiopulmonale Reanimation
  - Intensivmedizinische Behandlung
  - Analgosedierung von intensivmedizinischen Patienten
  - Atemunterstützende Maßnahmen bei intubierten und nicht-intubierten Patienten einschließlich Beatmungsentwöhnung bei langzeitbeatmeten Patienten
  - Therapie von Stoffwechselentgleisungen
  - Notfall-Sonographie und Bronchoskopie
  - Passagere Schrittmacheranlage
  - Punktions- und Katheterisierungstechniken, insbesondere zentralvenöse und arterielle Gefäßzugänge
  - Endotracheale Intubatio
- Basisbehandlung psychosomatischer Krankheitsbilder
- Diagnostische Verfahren im Gebiet Innere Medizin
  - Durchführung von ultraschallgestützten Punktionen bei Pleuraerguss und Aszites
  - B-Modus-Sonographie der Schilddrüse
  - Elektrokardiogramm, Langzeit-Elektrokardiogramm, Ergometrie
  - Langzeitblutdruckmessung
  - CW-, PW-, Duplex-, Farbduplex-Sonographie der Arterien und Venen
  - B-Modus-Sonographie 
    - der peripheren Arterien und Venen
    - des Abdomens und Retroperitoneums einschließlich der Nieren und ableitender Harnwege

  - Spirometrische Untersuchung der Lungenfunktion
  - Indikationsstellung und Befundinterpretation von Röntgen-Thorax-Untersuchungen
- Therapeutische Verfahren im Gebiet Innere Medizin
  - Durchführung von Entlastungspunktionen und Drainagen bei Pleuraerguss und Aszites
  - Enterale und parenterale Ernährung einschließlich Sondentechnik mit Berechnung des Energie- und Nährstoffbedarfs sowie Erstellen eines Ernährungsplans
  - Infusionstherapie
  - Transfusions- und Blutersatztherapie
- Angiologische Basisbehandlung
  - Internistische Basisbehandlung von Erkrankungen von Arterien, Venen, Kapillaren und Lymphgefäßen
- Endokrinologische und diabetologische Basisbehandlung
- Gastroenterologische Basisbehandlung
- Geriatrische Basisbehandlung
- Hämatologische und onkologische Basisbehandlung
- Infektiologische Basisbehandlung
- Kardiologische Basisbehandlung
- Nephrologische Basisbehandlung
- Pneumologische Basisbehandlung
- Rheumatologische Basisbehandlung[1]

### Spezifische Inhalte der Facharzt-Weiterbildung Innere Medizin -  Allgemeine Innere Medizin
- Prävention, Differentialdiagnose, Therapieoptionen und Rehabilitation internistischer Erkrankungen
- Haus- und Heimbesuchsbetreuung bei Immobilität
- Beratung zu sozialen und pflegerischen Hilfen
- Indikationsstellung und Verordnung von Rehabilitationsmaßnahmen einschließlich geriatrischer Frührehabilitation
- Langgzeit-EKG
- Sonographie von
  - Schilddrüse
  - Gefäßen
  - Herz (transösophageal und transthorakal)
- Indikationsstellung und Befundinterpretation weiterer bildgebender Verfahren
- Punktionen  
  - von Schilddrüse, Lymphknoten, Leber
  - des Liquorraums
  - des Knochenmarks
- Endoskopien
  - Ösophago-Gastro-Duodenoskopien
  - Untere Intestinoskopien, Proktoskopien, Sigmoidoskopien
  - Koloskopien
- Diagnostik und konservative Therapie von Erkrankungen der Arterien, Venen und Lymphgefäße
- Langzeitbehandlung endokrinologischer Erkrankungen einschließlich Indikationsstellung zu invasiven therapeutischen Maßnahmen
- Ernährungsberatung und Diätetik bei Diabetes mellitus und Stoffwechselerkrankungen
- Behandlung der benignen Krankheiten der Verdauungsorgane einschließlich Leber, Galle und Pankreas
- Mitbehandlung und Nachsorge der malignen Krankheiten der Verdauungsorgane einschließlich Leber, Galle und Pankreas
- Ernährungsberatung und Diätetik bei Erkrankungen der Verdauungsorgane
- Behandlung häufiger akuter Erkrankungen unter Berücksichtigung der besonderen Spezifika geriatrischer Patienten
- Arzneimitteltherapie und angepasste Stufendiagnostik unter besonderer Berücksichtigung der Multimorbidität und des Alters
- Mitbehandlung und Nachsorge von hämatologischen, hämostaseologischen und onkologischen Erkrankungen
- Diagnostik und konservative Therapie der kardialen Erkrankungen einschließlich der Indikationsstellung zur invasiven Diagnostik und Therapie
- Diagnostik und konservative Therapie der akuten und chronischen Nierenerkrankungen sowie deren Folgeerkrankungen und Indikationsstellung zu Nierenersatzverfahren
- Diagnostik und konservative Therapie der akuten und chronischen respiratorischen und ventilatorischen Insuffizienz
- Langzeitbehandlung der chronischen obstruktiven Atemwegserkrankungen und des Asthmas
- Mitbehandlung von rheumatischen und muskuloskelettalen Erkrankungen.[1]

Die Inhalte der Musterweiterbildungsordnung sind allerdings nur eine Empfehlung für die rechtsverbindlichen Weiterbildungsordnungen der Landesärztekammern, die hiervon abweichende Regelungen treffen können.

## Zusatzweiterbildungen
Angiologen und Angiologinnen haben die Möglichkeit, sich durch Zusatz-Weiterbildung weiter zu qualifizieren.
Dies betrifft Zusatz-Weiterbildungen, 
- die von allen Fachärzten, sowie von Ärzten ohne abgeschlossene Facharztweiterbildung erworben können und solche
- die Fachärzten der Gebiete der unmittelbaren Patientenversorgung vorbehalten sind